# Joseph Noiret
Joseph Noiret (Brussel, 28 februari 1927 – aldaar, 17 januari 2012) was een Belgisch kunstschilder en dichter.
Van 1944 tot en met 1949 studeerde hij literatuur en filosofie in Brussel.
In 1947 ontmoette hij Christian Dotremont, hetgeen van grote invloed was op zijn artistieke loopbaan. Samen met hem stichtte hij Le Surréalisme Révolutionaire. Noiret en Dotremont waren de Belgen die betrokken waren bij de oprichting van de Cobra-beweging in 1949. De andere oprichters van Cobra waren Constant Nieuwenhuijs, Corneille en Karel Appel uit Nederland en Asger Jorn uit Denemarken. Hij schreef diverse gedichten voor het tijdschrift van Cobra en gaf ook in eigen beheer het blad Le Tout Petit Cobra uit.
- Bibliothèque nationale de France: cb12034679z (data)
- Gemeinsame Normdatei: 188458387
- International Standard Name Identifier: 0000 0001 0915 2412
- Library of Congress Control Number: no2003018563
- Nationale Bibliotheek van Israël: 987007461473705171
- Nederlandse Thesaurus van Auteursnamen: 068943059
- RKD-Nederlands Instituut voor Kunstgeschiedenis: 59800
- Système universitaire de documentation: 086803344
- Virtual International Authority File: 73869392
- WorldCat: E39PBJdCp3FFvTgV6qkJdV8Bfq